# فوگو، دماغه سبز
فوگو، کیپ ورد (به لاتین: Fogo, Cape Verde) یک جزیره در کیپ ورد است که در اقیانوس اطلس واقع شده‌است.

## خصوصیات
فوگو ۴۷۶ کیلومترمربع مساحت و ۳۷٬۲۰۰ نفر جمعیت دارد و ۲٬۸۲۹ متر بالاتر از سطح دریا واقع شده‌است.